# Kjell Hansson (roddare)
Kjell Hansson, född 16 juli 1931 i Halden, Norge, död 22 juni 2019 i Göteborg, var en svensk roddare. Han tävlade för Strömstads RK och Uddevalla RK.
Hansson tävlade för Sverige vid olympiska sommarspelen 1956 i Melbourne, där han var en del av Sveriges lag som slutade på fjärde plats i åtta med styrman. Vid olympiska sommarspelen 1960 i Rom var Hansson en del av Sveriges lag som blev oplacerade på både fyra med styrman och åtta med styrman.
Vid Europamästerskapen i rodd 1959 i Mâcon tog Hansson brons i fyra med styrman (tillsammans med Ulf Gustafsson, Lennart Hansson, Lars-Eric Gustafsson och Bengt Gunnarsson). Kjell Hansson är gravsatt i minneslunden på Fridhems kyrkogård.